# لين رايس
لين رايس (بالإنجليزية: Len Rice)‏ هو لاعب كرة قاعدة أمريكي، ولد في 2 سبتمبر 1918 في ليد في الولايات المتحدة، وتوفي في 13 يونيو 1992 في سونورا في الولايات المتحدة.